# Gustavo Rodríguez (escritor)
Gustavo Rodríguez Vela (Lima, 2 de mayo de 1968) es un escritor y comunicador peruano, autor de varias novelas y libros de relatos. 

## Biografía
Nació en Lima, en el distrito de Miraflores, y a los cuatro años se mudó con su familia a la norteña ciudad de Trujillo, donde residió hasta los dieciséis. Luego de haber estudiado en el Colegio Claretiano de esa ciudad, continuó sus estudios superiores en el Instituto Peruano de Publicidad en Lima. 
En 1986 ingresó como redactor creativo a la agencia Publicis y a lo largo de su carrera trabajó con diversas agencias publicitarias, habiendo recibido varios premios y reconocimientos nacionales e internacionales. De sus campañas publicitarias, destaca la realizada para el día del pisco en 2003, que desató polémica entre Perú y Chile.
Rodríguez estuvo influenciado por la literatura de Julio Cortázar, Jorge Luis Borges, y Juan Rulfo, Oswaldo Reynoso, Julio Ramón Ribeyro y Alfredo Bryce Echenique. Reynoso leyó su primer manuscrito y lo instó a publicarlo,   

## Trayectoria
Ha sido columnista en el diario El Comercio, colaborador de la revista Etiqueta Negra y cofundador —junto con el escritor Javier Arévalo— del Proyecto Recreo, una organización con la misión de llevar la lectura a las escuelas del Perú.
Rodríguez publicó su ópera prima en 1998, titulada Cuentos de fin de semana. Tres años después, en 2001 publicaría su segunda obra, la novela La furia de Aquiles y publicó dos libros de análisis de la realidad peruana en coautoría con el sociólogo peruano Sandro Venturo: ¡Ampay Perú! y Ampay mujer. También es autor de otras obras de no ficción, como la biografía sobre el tenor peruano Juan Diego Flórez titulada Juan Diego Flórez. Notas de una voz (2007). En 2008, fue publicado un recopilatorio titulado Traducciones peruanas, que contiene 10 años de artículos y ensayos suyos que se habían publicado como columnista del diario El Comercio.
En julio de 2018 publicó en España la novela "Madrugada", una tragicomedia sobre la violencia y el machismo. El diario El País de España la describió con el ritmo de "Tres tristes tigres" de Cabrera Infante y la estructura de Vargas Llosa, "Conversación en La Catedral".
El 2020, año en que se inició la pandemia de Covid-19, Rodríguez convocó a personalidades peruanas de disciplinas diversas y fundó Jugo de Caigua, un portal de opinión que interpreta la coyuntura desde la ciencia, la economía, la historia, la política, la comunicación y las artes. Ese mismo año escribió y produjo el podcast “Machista con hijas”, donde relata su machismo en deconstrucción desde que se convirtiera en padre de tres hijas.
En enero de 2023, ganó el Premio Alfaguara de Novela entre 706 participantes con un manuscrito titulado "Cien cuyes", una obra que, según el jurado, es “una novela tragicómica, situada en la Lima de hoy, que refleja sociedades cada vez más longevas y cada vez más hostiles con la gente mayor. Un libro conmovedor cuyos protagonistas cuidan, son cuidados y defienden la dignidad hasta sus últimas consecuencias”.

## Estilo literario
Rodríguez se ubica dentro de la vertiente realista urbana peruana. Ha abarcado el cuento, el ensayo periodístico, el ensayo social y —mayormente— la novela. Sin embargo, algunas de sus obras, especialmente las que son leídas en las escuelas peruanas, tienen corte fantástico, tales como La furia de Aquiles, La risa de tu madre, Te escribí mañana y la saga infantil titulada Juan Chichones.
Sus tres primeras obras —Cuentos de fin de semana (1998), La furia de Aquiles (2001) y La risa de tu madre (2003)— abarcan recuerdos de su propia infancia y una primera juventud. Sus siguientes libros buscarían sumergirse en fenómenos sociales peruanos o latinoamericanos. Entre esas obras se encuentran: La semana tiene siete mujeres (2010), Cocinero en su tinta (2012), República de La Papaya (2016), Madrugada (2018) y Treinta kilómetros a la medianoche (2022).

## Premios y distinciones
- Premio al Periodismo (2006), categoría Internet (Consejo Nacional de Educación del Perú)
- Finalista del premio Herralde (2002) por La risa de tu madre
- Premio Mejor Comunicador en Responsabilidad Social (2014), otorgado por el Colegio de Abogados de Lima
- Finalista del Premio Planeta-Casa de América (2009) por La semana tiene siete mujeres
- Medalla de la ciudad de Trujillo (2015).
- Premio Alfaguara de Novela (2023).[12]

## Obras
- Cuentos de fin de semana, Lluvia Editores, Lima, 1998
- La furia de Aquiles, novela, Alfaguara, Lima, 2001
- La risa de tu madre, novela, Alfaguara, Lima, 2003 (Una de las finalistas del Premio Herralde de novela)
- Trece mentiras cortas, cuentos, Alfaguara, Lima, 2006.
- Ampay Perú, junto con el sociólogo Sandro Venturo; Aguilar, 2007
- Juan Diego Flórez. Notas de una voz, biografía, Universidad Peruana de Ciencias Aplicadas, Lima, 2007
- Traducciones peruanas: nuestras grandezas y torpezas vistas por un comunicador, antología de artículos, Grupo Norma, Lima, 2008
- Ampay mujer, junto con el sociólogo Sandro Venturo; Aguilar, 2009
- La semana tiene siete mujeres, novela, Planeta, 2010 (Una de las finalistas del Premio Planeta-Casamérica)
- El chullachaki en la otra selva, relato; colección Sobrenatural del diario Correo; GG Editores-Recreo, Lima, 2011
- Cocinero en su tinta, novela, Planeta, 2012
- Sapos, lornas y otras especies, cuentos (literatura juvenil), Bizarro Ediciones, Lima, 2014
- Juan Chichones, superhéroe a golpes, Editorial Santillana, 2015
- República de La Papaya, Editorial Planeta, 2016
- Te escribí mañana, Editorial SM, 2016
- Madrugada, Alfaguara, 2018
- Machista con hijas, Grijalbo, 2021